# Estación de Hirata (Shiga)
La Estación de Hirata (平田駅 Hirata-eki?) es una estación de ferrocarril localizada en Higashiōmi, Shiga, Japón. 

## Líneas
- Ohmi Railway
  - Línea Yōkaichi

## Historia
- 29 de diciembre de 1913 - Apertura de la estación

## Alrededores
- Ruta Nacional 421

## Estaciones adyacentes
| «                           | «              | Servicio       | »              | »              |
| Línea Yōkaichi              | Línea Yōkaichi | Línea Yōkaichi | Línea Yōkaichi | Línea Yōkaichi |
| --------------------------- | -------------- | -------------- | -------------- | -------------- |
| Ichinobe                    |                | Local          |                | Musa           |
| Servicio rápìdo: Sin parada |                |                |                |                |